# 云雾算盘子
云雾算盘子（学名：Glochidion nubigenum）为大戟科算盘子属下的一个种。